# Konodimini
Konodimini is een gemeente (commune) in de regio Ségou in Mali. De gemeente telt 15.900 inwoners (2009).
De gemeente bestaat uit de volgende plaatsen:
- Bèmè-Wèrè
- Binkèbougou
- Dafinbougou
- Daoulabougou
- Diaka
- Dioni
- Folomakébougou
- Kègnèbougou
- Konodimini
- Massabani
- Massabougou
- Ntomono-Banawolo
- Ouyan
- Primpia
- Sidabougou
- Sidabougou-Wèrè
- Sidi-Wèrè
- Siribougou Siribougoucoura
- Siradiani
- Somonodougouni
- Wentébougou
- Worodiana
- Zanakoro-Soroba
- Zanakoro-Wèrè